# Mordellistena trilineata
Mordellistena trilineata es una especie de coleóptero de la familia Mordellidae.

## Distribución geográfica
Habita en Francia.